# Федосов, Геннадий Иванович
Генна́дий Ива́нович Федо́сов (род. 8 марта 1937) — российский дипломат. Чрезвычайный и полномочный посол (1993).

## Биография
Окончил Московский государственный педагогический институт иностранных языков (МГПИИЯ) им. М.Тореза (1961) и аспирантуру Института мировой экономики и международных отношений (1969). Владеет английским и французским языками.
На дипломатической работе с 1991 года.
- С 7 сентября 1995 по 29 июня 1998 года — чрезвычайный и полномочный посол Российской Федерации на Сейшельских островах[1][2].
- В 1998—1999 годах — посол по особым поручениям МИД России.
- С 19 июля 1999 по 27 октября 2003 года — чрезвычайный и полномочный посол Российской Федерации в Джибути[3][4] .

С 2003 года — на пенсии.

## Дипломатический ранг
- Чрезвычайный и полномочный посланник 1 класса (21 января 1991)[5].
- Чрезвычайный и полномочный посол (18 октября 1993)[6].

## Семья
Женат, имеет двоих детей.